# Oecomys jamari
Oecomys jamari — вид гризунів з родини хом'якових (Cricetidae). Описаний у 2023 році.

## Поширення
Ендемік Бразилії. Поширений у штаті Рондонія на півночі країни. Його природним середовищем існування є відкриті передгірні ліси.

## Назва
Його видова назва відноситься до національного лісу Жамарі, де знаходиться його типове місце поширення.

## Опис
Тіло завдовжки 86-103 мм, хвіст 92-143 мм. Вага 26-43 г. Шерсть на спині тьмяно-помаранчево-коричнева, тоді як шерсть на череві має різні відтінки білого та світло-сірого.